# اکتروپ
شهر اکتروپ (به آلمانی: Ochtrup) در ایالت نوردراین-وستفالن در کشور آلمان واقع شده‌است.